# 시나가와슈쿠

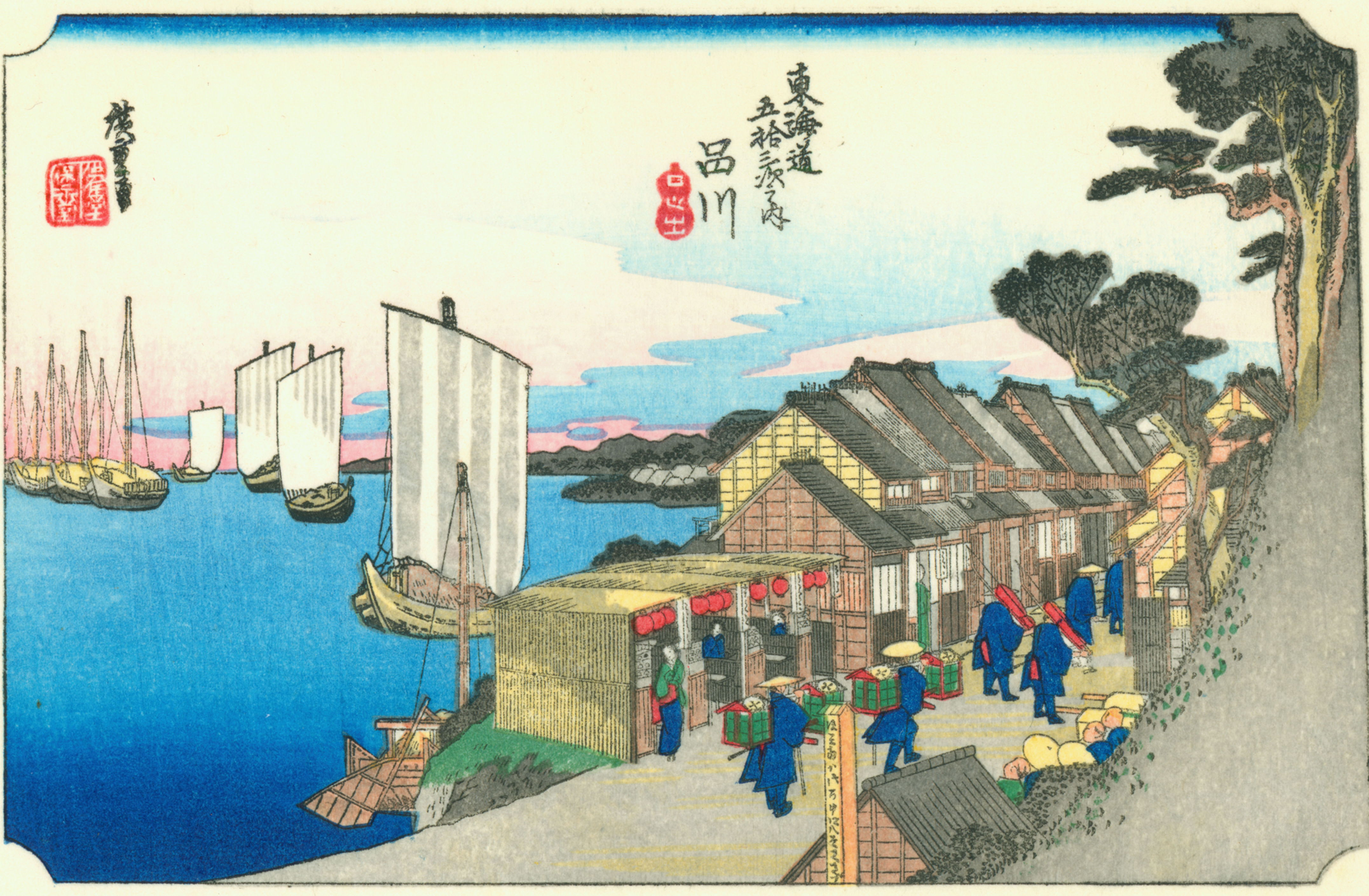

시나가와슈쿠(일본어: 品川宿 しながわしゅく[*])는 도카이도 오십삼차의 슈쿠바 중 하나이다. 도카이도의 첫 슈쿠바이며, 나카센도의 이타바시슈쿠, 고슈 가도의 나이토신슈쿠, 닛코 가도 및 오슈 가도의 센쥬슈쿠과 함께 에도 사숙이라고 불리었다.
게이초 6년(서기 1601년), 그때부터 이미 항구도시였던 시나가와미나토 옆에 설치되어 북숙(北宿), 남숙(南宿), 신숙(新宿)으로 나뉘어 있었다. 장소는 오늘날의 도쿄도 시나가와구에서 게이힌 급행 전철 본선의 기타시나가와 역과 아오모노요코초 역 사이 일대였다.